# Hylotelephium ewersii
Hylotelephium ewersii (укр. Очиток Еверса; рос. Очитник Эверса, нім. Ewers-Fetthenne) — вид тропічних травянистих квіткових рослин роду Hylotelephium родини Crassulaceae.

## Етимологія

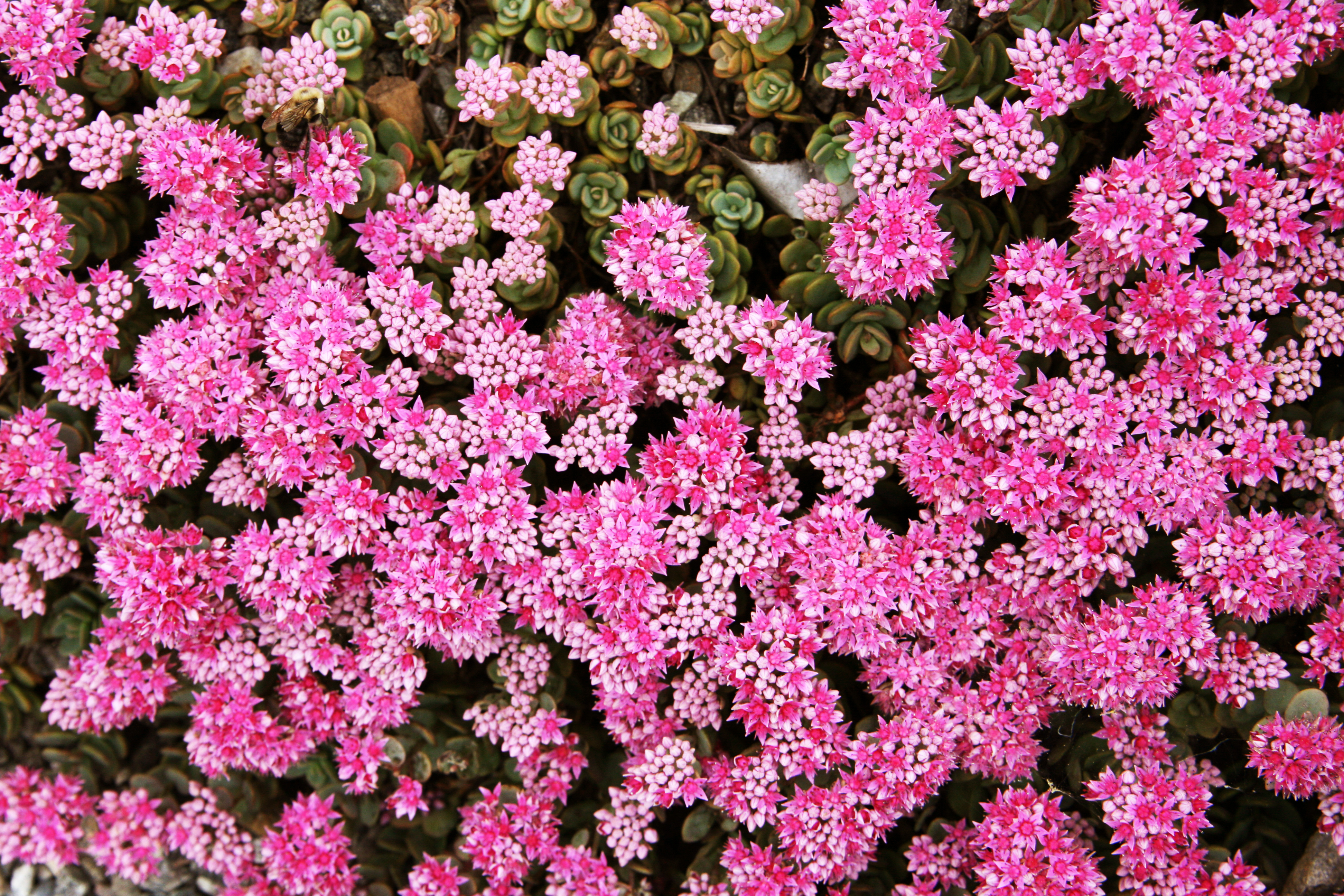
Цвітіння Hylotelephium ewersii в Монреальському ботанічному саду

Рослина названа Карлом Фрідріхом фон Ледеборґом на честь географа і історика Йоганна Філіппа Густава фон Еверса (1781–1830). І дослівно перекладається з німецької як Очиток Еверса (Hylotelephium ewersii).

## Систематика
Раніше даний вид був поміщений в секцію (sect.) Populisedum Ohba (укр. Оба), у 1978 році. Проте пізніше таксон був перейменований, і на даний час розміщений в секції Sieboldia (Ohba, з 2005 року).

## Морфологічна характеристика

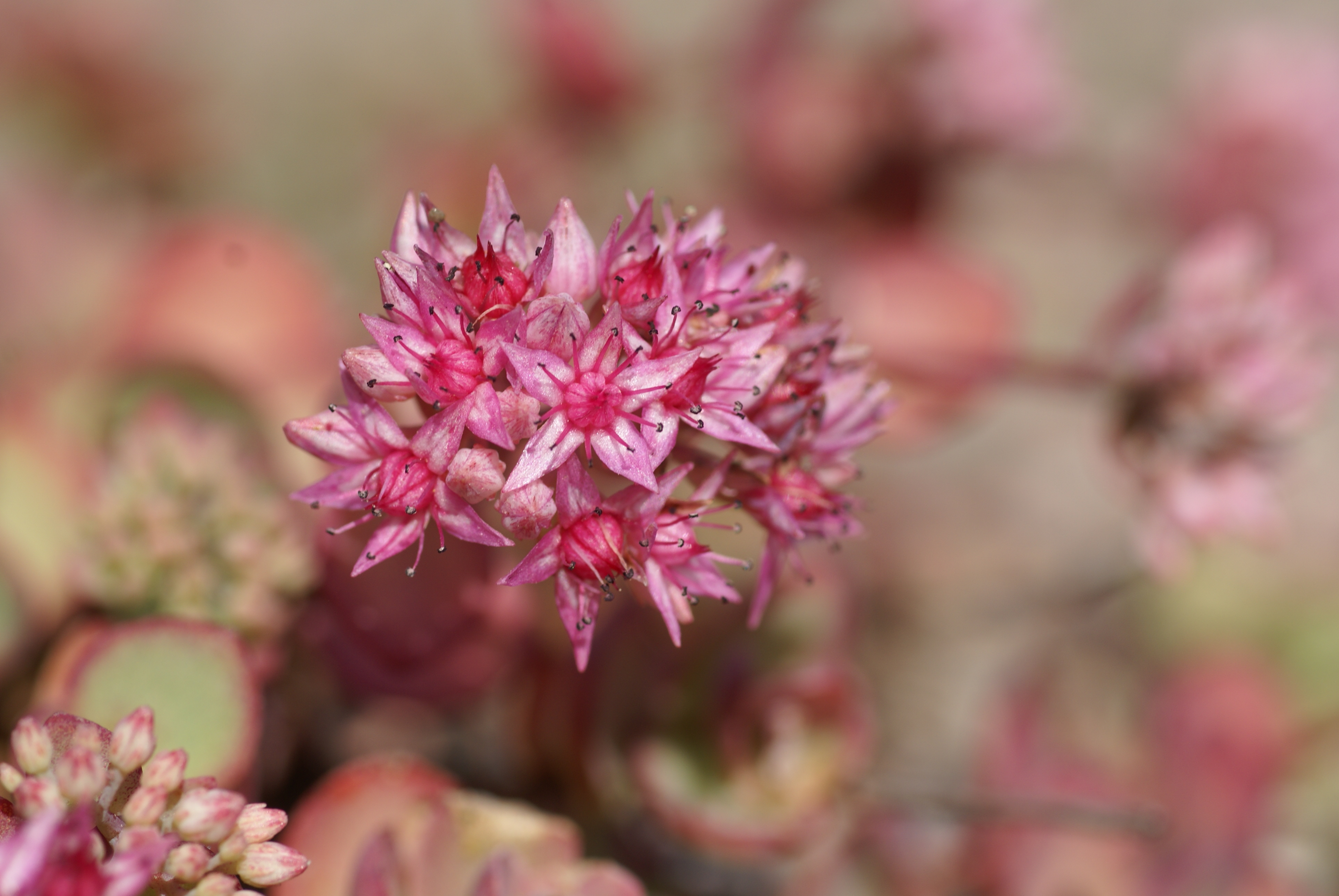
Суцвіття Hylotelephium ewersii

Кореневище розгалужене, деревоподібне. Корінь стрижневий, міцний, гіллястий, каудекс багатоголовий, випускає численні, у нижній частині деревоподібні голі червонуваті стебла 10-25 см у вис. Квітконосні пагони численні, припідняті, висхідні. Листя 1-2 см довжиною і майже такі ж в ширину, супротивні, сизувато-зелені, сидячі, злегка м'ясисті, товстуваті, широкояйцеподібні або майже округлі, по краю незрозуміло дрібнозубчасті, нижні зближені, тупі, рано обпадають, верхні серцеподібні, загостренні. Квітки в густих, кінцевих, складних, майже кулястих щитках 1.5-3 см у діаметрі, рожеві або пурпурові. Чашечки близько 2 мм завдовжки, з ланцетними гострими долями. Пелюстки широколанцетні, в 2-3 рази довші чашечки. Нектарники подовжені близько 0.8 мм довж. Тичинки приблизно рівні пелюсткам. Пиляки чорно-фіолетові. Плодики прямостоячі, із прямим недовгим тонким носиком.

## Ареал
Ареал простягається від Сибіру і російського Далекого Сходу, через Китай, Монголію, Таджикистан та Казахстан, аж до Індії, Пакистану та Афганістану.

Ілюстрація Hylotelephium ewersii

## Екологія
Зростає у високогір'ях на скелях, кам'янистих розсипах, прируслових пісках і галечниках, іноді в рідколіссях. Загальним розподілом і в Гімалаях, Середній Азії, Монголії. Описаний з казахстанської частини Алтаю.